# Kelley Blue Book
Kelley Blue Book (kurz KBB) ist ein US-amerikanisches Fahrzeugbewertungs- und Automobilforschungsunternehmen mit Sitz in Irvine, Kalifornien. Das Unternehmen, das sowohl von Verbrauchern als auch von der Automobilindustrie offiziell anerkannt wird, ist Teil des Medienunternehmens Cox Enterprises, welches seinen Hauptsitz in Atlanta, Georgia hat.

## Geschichte
Im Jahr 1918 gründete Les Kelley das Unternehmen Kelley Kar Company, welches er zusammen mit seinem jüngeren Bruder Buster Kelley betrieb. 1926 veröffentlichte dieses Unternehmen anhand gesammelter Fahrzeugdaten aus verschiedenen Autohäusern einen Fahrzeugführer, welcher im Automobilhandel zur Ermittlung des Fahrzeugwertes genutzt wurde. Im selben Jahr wurde das heutige Unternehmen Kelley Blue Book gegründet und bis in die 1960er-Jahre von der Familie Kelley betrieben.
Anschließend wurde Kelley Blue Book von einem Fachverlag aufgekauft, die seitdem jährlich eine Preisliste mit allen aktuellen Fahrzeugen auf dem Markt herausgibt. 2010 wurde Kelley Blue Book von dem Fahrzeugverkaufsportal AutoTrader.com gekauft.
Das Kelley Blue Book berichtet über die Marktpreise für aktuelle und gebrauchte Automobile sowie Motorräder. Des Weiteren errechnet das Kelley Blue Book anhand tatsächlicher Transaktionen „faire“ Fahrzeugpreise. Bei Gebrauchtwagen ermittelt Kelley Blue Book den Handelswert, Gebrauchtwert, den Wert bei Inzahlungnahme des entsprechenden Fahrzeuges sowie den sogenannten Privatpartywert des Autos. Außerdem führt Kelley Blue Book selbst Autotests durch, diese werden unter anderem auf dem entsprechenden YouTube-Kanal von KBB hochgeladen.

## Kritik
Das Kelley Blue Book ist sowohl von Verbrauchern als auch von der Automobilindustrie offiziell anerkannt. Zwischen 2012 und 2014 wurde Kelley Blue Book von Harris Insights & Analytics als Auto-Shopping-Plattform des Jahres ausgezeichnet. Zudem gewann Kelley Blue Book zweimal in Folge einen Web-Award.